# Bekir-Pascha-Aquädukt

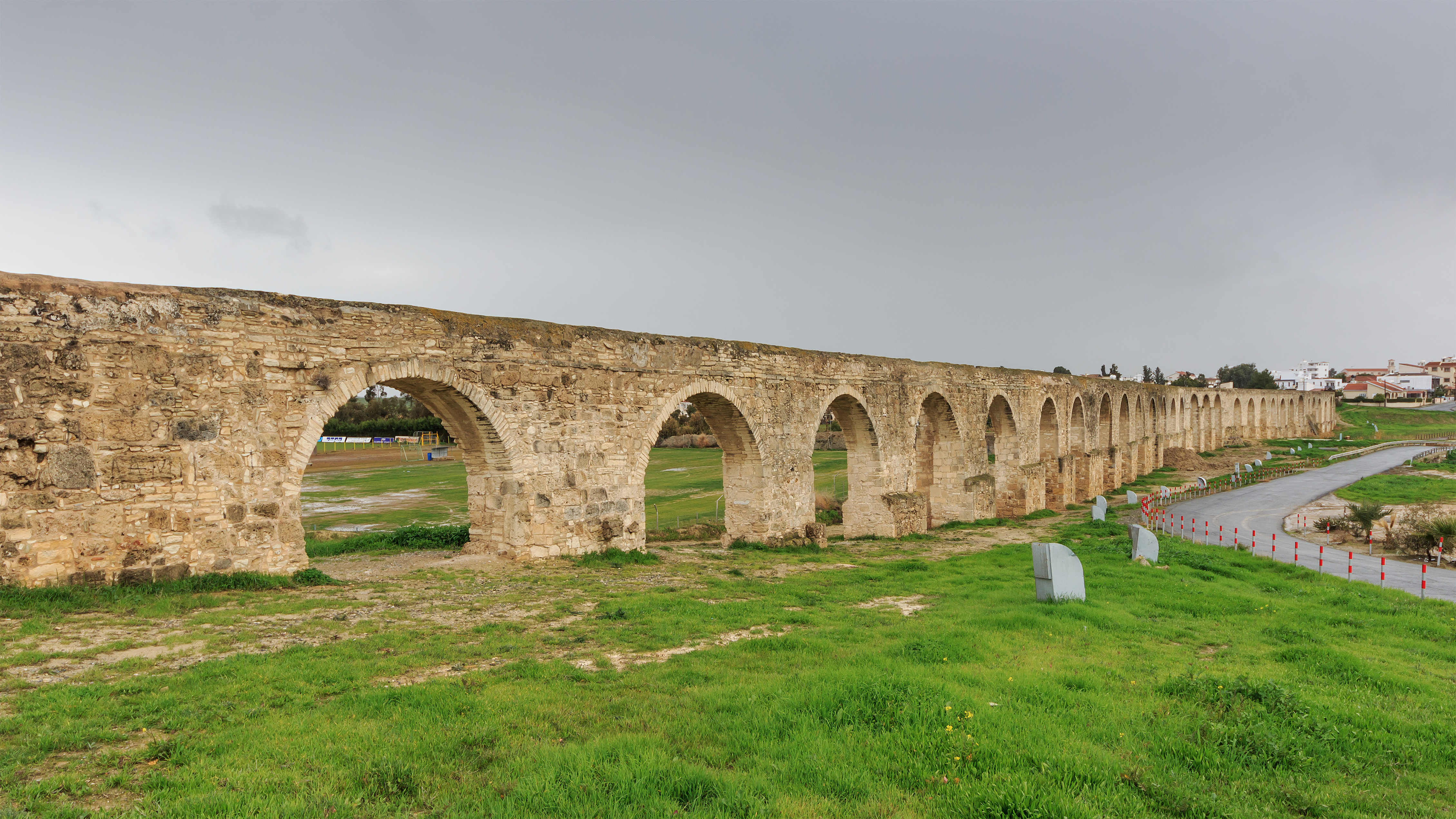
Bekir-Pasha-Aquädukt

Das Bekir-Pasha-Aquädukt ist ein altes Aquädukt bei Larnaka auf der Insel Zypern aus der Zeit des Osmanischen Reichs. Das Aquädukt wird auch Kamares-Aquädukt genannt. Est ist in relativ gutem Zustand und darunter ist eine vielbefahrene Straße. Um das Aquädukt gut sehen zu können, gibt es einen Fußweg, der bei Dunkelheit beleuchtet ist.

## Beschreibung
Das Aquädukt wurde ab 1747 gebaut und im Jahr 1750 in Betrieb genommen. Es bestand aus drei Brücken aus geschliffenen Steinen mit insgesamt 93 Bögen, 75 sind davon heute noch erhalten. Die erste Brücke hatte 50 Bögen, die zweite 12 und dritte bestand aus 31 Bögen. Die zweite Brücke ist heute zerstört. Die dritte Brücke, welche am nächsten an Larnaka liegt, gilt als am prominentesten und wurde 1987 restauriert. Das Aquädukt war bis 1939 in Gebrauch und wurde 1941 durch Rohrleitungen ersetzt. Die Gesamtlänge der Wasserleitung betrug 5,6 km, pro Tag wurden etwa 4500 m³ bzw. 360 Liter Wasser pro Einwohner transportiert. Es trägt den Namen Bekir Pascha, weil das Aquädukt von Ebubekir Pascha bezahlt wurde.